# بخش میامی (شهرستان مونتگومری، اوهایو)
بخش میامی (به انگلیسی: Miami Township) یک منطقهٔ مسکونی در ایالات متحده آمریکا است که در شهرستان مونتگومری، اوهایو واقع شده‌است.
 بخش میامی ۸۹٫۱ کیلومتر مربع مساحت و ۵۰٬۷۳۵ نفر جمعیت دارد و ۲۸۰ متر بالاتر از سطح دریا واقع شده‌است.